# ナワーズ・シャリーフ
- ナワズ・シャリフ[1]

ミヤーン・ムハンマド・ナワーズ・シャリーフ（ウルドゥー語: میاں محمد نواز شریف 、Mian Muhammad Nawaz Sharif、1949年12月25日 - ）は、パキスタンの政治家。同国首相（13・15・21代）、パキスタン・ムスリム連盟シャリーフ派総裁（2・8代）、国防大臣（23代）を歴任。日本語メディアでは、ナワズ・シャリフと表記されることがある。
現首相（23-24代）のシャバズ・シャリーフは実弟。

## 経歴
シャリーフは、ラホールで財閥系の家庭に生まれた。パンジャーブ大学を卒業後、父の事業に参加する。その後政界に進出し、軍事独裁者ムハンマド・ジア＝ウル＝ハク大統領の下でパンジャーブ州の州首相を経て、ハク大統領の飛行機事故死後のパキスタン・ムスリム連盟シャリーフ派を結成し、1990年には40歳でパキスタン首相に就任。1993年に退任するも、1997年に再度首相に就任。この間、パキスタン人民党のベーナズィール・ブットーと熾烈な政権争いを繰り広げた。1998年にはインドの核実験に対抗してイスラム圏で初となる核実験を実施した。しかし、1999年には、ムシャラフ陸軍参謀長（当時）によるクーデターで解任され、2000年に国外追放された。
2007年9月に亡命先のサウジアラビアから帰国したものの、直後に逮捕され、再度国外追放されたが、同年11月25日に追放先のサウジアラビアからラーホールに到着し、厳戒態勢が敷かれた空港で盛大な歓迎を受けた。
2013年5月13日、パキスタン下院総選挙ではパキスタン・ムスリム連盟シャリーフ派を大勝利に導いた。6月5日、14年ぶりに3度目の首相に就任。
2014年5月26日、インドのナレンドラ・モディの首相就任式に出席し、両国の独立以降、首脳が相手国の首相就任宣誓式に参加するのは史上初だった。インドとの関係改善を推し進め、2015年には上海協力機構への正規加盟を同時に認められた。
2016年11月に中国の一帯一路構想の要衝であるグワーダル港の開港式典に中国・パキスタン経済回廊を警備する特別治安部隊（SSD）を指揮しているパキスタン陸軍参謀長のラヒール・シャリーフらとともに出席した。
パナマ文書に名前が登場したことで野党などから批判を受け、パキスタン最高裁判所は2017年4月、連邦捜査局や軍による合同捜査の対象とするよう命じた。同年7月28日、最高裁判所は、海外法人での自身の立場を明らかにしておらず議会や裁判所に不誠実だったなどとして、首相および下院議員の資格がないとの判断を示し、選挙管理委員会に対し失職させるよう命じた。これを受け直ちに首相の辞任を表明した。翌日、シャリーフは、自身の弟でパンジャーブ州首相のシャバズ・シャリーフを後継指名した。事実上の「院政」を敷き、政治力を維持する狙いがあるとみられる。シャバズはシャリフの選挙区を引き継ぎ、9月下旬までに開かれる下院補欠選挙で当選を果たした上で、下院での首相指名選挙に臨む方針だった。しかしその後シャバズ・シャリーフは、翌年の総選挙を前に州首相を辞職することにより与党の州での影響力が弱まることを恐れ、首相就任に必要な下院議員の補欠選挙への立候補を断念した。首相辞任後の同年9月8日、自身の娘や息子がタックス・ヘイヴンにつくった会社を通じイギリスに複数の高級不動産を持っていたにもかかわらず資産として報告しないまま隠していた汚職の罪で起訴された。
2018年4月13日にパキスタン最高裁判所が、議員選挙への立候補を含む公職からの永久追放の決定を下した。同年7月6日に汚職の罪で裁判所から禁錮10年の有罪判決を言い渡され、7月13日にイギリスから帰国したところを逮捕され、収監された。同年9月19日、ナワーズが上訴中だった禁錮刑判決の執行差し止めを裁判所が認めたため釈放された。その後はイギリスに戻り事実上の亡命生活を送っていたが、2023年10月19日に裁判所がナワーズの帰国時に捜査当局による拘束を認めないことを決定。これを受け21日にパキスタンに4年ぶりの帰国を果たした。今後は復権をかけて2024年1月末の実施が見込まれている総選挙へ臨むとされている。同年11月29日、高等裁判所は禁錮10年とした一審判決を破棄し無罪を言い渡した。